# 대한민국의 올림픽 기수 목록
올림픽 개막식에서 대한민국 선수단 기수를 맡은 선수는 다음과 같다.
| #  | 대회                  | 계절 | 기수            | 종목                | 각주          |
| -- | --------------------- | ---- | --------------- | ------------------- | ------------- |
| 1  | 1948년 장크트모리츠   | 동계 | 이종국          | 스피드스케이팅      | [ 1 ]         |
| 2  | 1948년 런던           | 하계 | 손기정          | 트레이너            | [ 2 ]         |
| 3  | 1952년 헬싱키         | 하계 | 한수안? 손기정? |                     | [ 출처 필요 ] |
| 4  | 1956년 코르티나담페초 | 동계 | 편창남          | 스피드스케이팅      | [ 3 ]         |
| 5  | 1956년 멜버른         | 하계 | 한관후          |                     | [ 4 ]         |
| 6  | 1960년 스쿼밸리       | 동계 | 배재영          |                     | [ 5 ]         |
| 7  | 1960년 로마           | 하계 | 최윤칠          | 육상 코치           | [ 6 ]         |
| 8  | 1964년 인스부르크     | 동계 | 최영배          | 스피드스케이팅      | [ 7 ]         |
| 9  | 1964년 도쿄           | 하계 | 최명종          |                     | [ 8 ]         |
| 10 | 1968년 그르노블       | 동계 | 김춘기          | 크로스컨트리        | [ 9 ]         |
| 11 | 1968년 멕시코시티     | 하계 | 김영일          | 농구                | [ 10 ]        |
| 12 | 1972년 삿포로         | 동계 | 김원덕          | 코치                | [ 11 ]        |
| 13 | 1972년 뮌헨           | 하계 | 김지학          |                     | [ 12 ]        |
| 14 | 1976년 인스부르크     | 동계 | 이영하          | 스피드스케이팅      | [ 13 ]        |
| 15 | 1976년 몬트리올       | 하계 | 박찬욱          | 임원                | [ 14 ]        |
| 16 | 1980년 레이크플래시드 | 동계 | 김동수          | 스키협회전무        | [ 15 ]        |
| 17 | 1984년 사라예보       | 동계 | 이영하          | 스피드스케이팅      | [ 16 ]        |
| 18 | 1984년 로스앤젤레스   | 하계 | 하형주          | 유도                | [ 17 ]        |
| 19 | 1988년 캘거리         | 동계 | 홍근표          | 크로스컨트리        | [ 18 ]        |
| 20 | 1988년 서울           | 하계 | 조용철          | 유도                | [ 19 ]        |
| 21 | 1992년 알베르빌       | 동계 | 이영하          | 스피드스케이팅 감독 | [ 20 ]        |
| 22 | 1992년 바르셀로나     | 하계 | 김태현          | 역도                | [ 21 ]        |
| 23 | 1994년 릴레함메르     | 동계 | 이준호          | 쇼트트랙            | [ 22 ]        |
| 24 | 1996년 애틀랜타       | 하계 | 최천식          | 배구                | [ 23 ] [ 24 ] |
| 25 | 1998년 나가노         | 동계 | 허승욱          | 알파인스키          | [ 25 ]        |
| 26 | 2000년 시드니         | 하계 | 정은순          | 농구                | [ 24 ]        |
| 27 | 2002년 솔트레이크시티 | 동계 | 허승욱          | 알파인스키          | [ 26 ]        |
| 28 | 2004년 아테네         | 하계 | 구민정          | 배구                | [ 24 ]        |
| 29 | 2006년 토리노         | 동계 | 이보라          | 스피드스케이팅      | [ 27 ]        |
| 30 | 2008년 베이징         | 하계 | 장성호          | 유도                | [ 24 ]        |
| 31 | 2010년 밴쿠버         | 동계 | 강광배          | 봅슬레이            | [ 28 ]        |
| 32 | 2012년 런던           | 하계 | 윤경신          | 핸드볼              | [ 24 ]        |
| 33 | 2014년 소치           | 동계 | 이규혁          | 스피드스케이팅      | [ 29 ]        |
| 34 | 2016년 리우데자네이루 | 하계 | 구본길          | 펜싱                | [ 24 ]        |
| 35 | 2018년 평창           | 동계 | 원윤종          | 봅슬레이            | [ 30 ]        |
| 36 | 2020년 도쿄           | 하계 | 황선우          | 수영                | [ 31 ] [ 24 ] |
| 36 | 2020년 도쿄           | 하계 | 김연경          | 농구                | [ 31 ] [ 24 ] |
| 36 | 2022년 베이징         | 동계 | 곽윤기          | 쇼트트랙            | [ 32 ]        |
| 36 | 2022년 베이징         | 동계 | 김아랑          | 쇼트트랙            | [ 32 ]        |
| 37 | 2024년 파리           | 하계 | 우상혁          | 육상                | [ 33 ] [ 24 ] |
| 37 | 2024년 파리           | 하계 | 김서영          | 수영                | [ 33 ] [ 24 ] |

## 같이 보기
- 올림픽 대한민국 선수단

## 주
1. ↑  안병석 선수가 기수를 맡았다는 진술도 있다.[34]
2. 1 2 3 4  한반도기를 앞세우고 남북 공동 입장을 했다.